# Concorrenza sleale
La concorrenza sleale indica, in ambito economico-produttivo, l'utilizzo di tecniche, pratiche, comportamenti, mezzi illeciti e scorretti per ottenere un vantaggio sui competitori o per arrecare loro un danno.

## Esempi di concorrenza sleale
Esempi di concorrenza sleale sono l'utilizzo di nomi o marchi che ricordino quelli di altre aziende (fino ad arrivare alla contraffazione) o la diffusione di informazioni che gettino discredito sulle attività dei concorrenti.

### Dumping
Un tipico esempio di concorrenza sleale è quello del dumping. Ad esempio casi frequenti di concorrenza sleale avvengono nel mondo delle professioni (avvocati, ingegneri, etc.) quando non viene rispettato il tariffario minimo imposto dall'ordine per una data prestazione.

## In Italia

### Concorrenza sleale nei settori di recente liberalizzazione
Altro esempio di concorrenza sleale è presente nei settori liberalizzati nell'ultimo decennio (come le telecomunicazioni, l'energia e il gas): sono frequenti pratiche di sconti e abbuoni fuori listino ai clienti che hanno fatto richiesta per il passaggio ad un altro fornitore di servizi.
Il Codice civile impone parità di trattamento ai clienti per le sole società pubbliche. Dopo la privatizzazione, l'ufficio marketing ha piena discrezionalità nel proporre al cliente offerte mirate e personalizzate, con una forma di  marketing one-to-one che è considerato la frontiera delle tecniche attuali di promozione del prodotto.
Un'offerta diversificata per ogni persona consente di raggiungere la piena soddisfazione del cliente che è obiettivo dichiarato della strategia di molte imprese. Dal lato dell'azienda, consente di massimizzare i profitti, fatturando per ogni cliente il massimo che questi è disposto a pagare per il servizio.

### Il risarcimento del danno da concorrenza sleale
L'art. 2600 del Codice civile italiano impone il risarcimento del danno per gli atti di concorrenza sleale compiuti con dolo o colpa. Tali atti sono identificati dall'art. 2598 cod. civ. Il danno da concorrenza sleale non è solo la sottrazione di clientela, ma anche gli atti di denigrazione che si traducono in nocumento all'immagine e dunque in una diminuzione di vendita dei prodotti. La giurisprudenza dell'ultimo decennio si è espressa esclusivamente a favore del risarcimento per equivalente, nelle sue componenti del danno emergente e del lucro cessante.

### Il danno emergente
Il danno emergente viene individuato per lo più nelle spese sostenute per acquisire le prove della concorrenza sleale, nonché per bloccarla e diminuirne gli effetti, ma anche nel pregiudizio patrimoniale conseguente all'acquisizione ed allo sfruttamento parassitario delle informazioni e delle tecniche acquisite da un'impresa in anni di ricerche e studi.
Vi è quindi anche un aspetto riguardante il cd. danno morale, determinato dalla brusca frustrazione delle aspettative di successo della società. Ove il danno emergente non possa essere individuato nel suo esatto ammontare, potrà farsi ricorso alla cd. liquidazione equitativa, ma occorre comunque almeno un principio di prova del danno.

### Il lucro cessante
Il lucro cessante viene di solito individuato nella sottrazione di clientela, o nell'utile che l'impresa avrebbe potuto conseguire da vendite effettuate in sua vece dal concorrente sleale. Quando si tratta di quantificare la perdita di occasioni di profitto sperate, occorre ricostruire la situazione in cui il danneggiato si sarebbe trovato in assenza del fatto illecito e isolare quest'ultimo da altre concause idonee ad influire sulla posizione che il soggetto occupa attualmente sul mercato.
Anche in questo caso è consentita la liquidazione equitativa, che però non permette di affievolire l'onere probatorio incombente al danneggiato. L'art. 33 della legge n. 287 del 1990 pone analoghe difficoltà quando si deve risarcire il danno conseguente alla violazione della normativa antitrust.

### Concorrenza sleale confusoria
Un'ipotesi che spesso viene portata all'attenzione della magistratura è quella della cosiddetta concorrenza sleale confusoria, che si verifica quando si utilizza il medesimo marchio di altra azienda a fini di sviamento della clientela. La giurisprudenza ritiene che in tale ipotesi il danno è in re ipsa, cioè nella stessa condotta illecita, a prescindere dalla prova di aver subito un danno. In un caso -rimasto isolato- del 1990, la Corte di cassazione ha ritenuto che l'attore non può limitarsi a provare la violazione del diritto, ma deve almeno indicare le conseguenze negative sul suo patrimonio, e ciò anche nel caso di richiesta di condanna generica.

### La quantificazione del danno da concorrenza sleale
La quantificazione si identifica con l'utile lordo che l'attore non ha realizzato in conseguenza della condotta illecita. Se manca la certezza circa la quota di mercato che l'attore avrebbe occupato in assenza del comportamento illecito, la giurisprudenza mette a confronto la diminuzione delle vendite o la mancata espansione dell'impresa attrice con l'incremento delle vendite del convenuto, anche utilizzando la presunzione che il concorrente sleale abbia praticato prezzi inferiori a quelli che avrebbe praticato l'attore.
La determinazione del quantum si basa sul risultato realizzato dal concorrente sleale, ma non sempre il risarcimento ha finalità riparatorie, ed assume anzi colorazioni sanzionatorie, facendo conseguire al danneggiato un introito superiore a quello che in condizioni di normalità sarebbe stato capace di realizzare. La norma, infatti, è stata dettata con la finalità di scoraggiare certi comportamenti e di seguire le linee-guida del Trattato di Amsterdam